# 맥카울 롬바르디

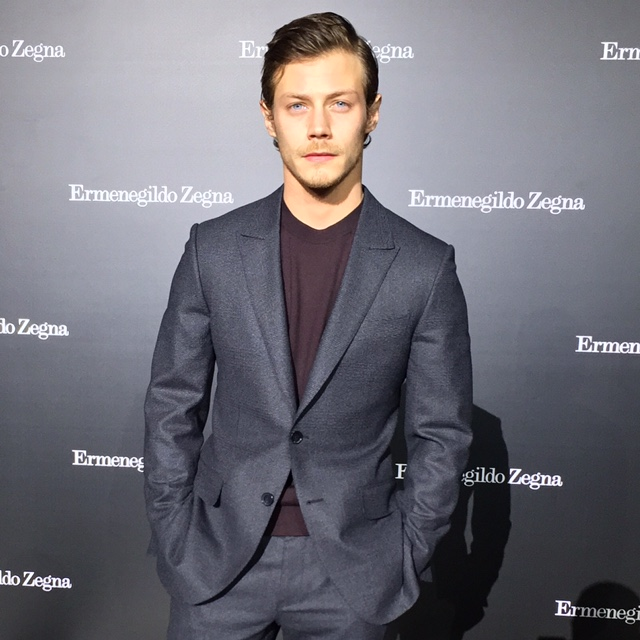

맥카울 롬바르디(McCaul Lombardi, 1991년 8월 20일 ~ )는 미국의 영화배우이다.
볼티모어에서 태어났다.

## 영화
- 우리는 코요테 (2018년)
- 솔러스 포인트 (2017년)
- 패티 케이크$ (2017년)
- 에이지 오브 더 문 (2016년)
- 아메리칸 허니: 방황하는 별의 노래 (2016년) - 코리 역
- 마인드레스 (2015년)